# Vuelta a Burgos 2007
La XXIX Vuelta a Burgos se disputó entre el 14 y el 18 de agosto de 2007 con un recorrido de 632 km dividido en 5 etapas, con inicio en Miranda de Ebro y final en Burgos. 
La prueba perteneció al UCI Europe Tour de los Circuitos Continentales UCI, dentro de la máxima categoría para vueltas de varias etapas: 2.HC.
Tomaron parte en la carrera 16 equipos. Formando así un pelotón de 128 ciclistas, con 8 corredores cada equipo, de los que acabaron 108.
El ganador final fue Juan Mauricio Soler. Le acompañaron en el podio Alejandro Valverde y Carlos Castaño Panadero respectivamente.
En las otras clasificaciones secundarias se impusieron Vasil Kiryienka (montaña), Alejandro Valverde (regularidad), Rodrigo García Rena (metas volantes) y Caisse d'Epargne (equipos).

## Etapas
| Etapa     | Fecha        | Recorrido                             | Km       | Ganador             | Líder               |
| --------- | ------------ | ------------------------------------- | -------- | ------------------- | ------------------- |
| 1.ª etapa | 14 de agosto | Miranda de Ebro-Miranda de Ebro       | 150      | Mijaíl Ignátiev     | Mijaíl Ignátiev     |
| 2.ª etapa | 15 de agosto | Vilviestre del Pinar-Lagunas de Neila | 151      | Juan Mauricio Soler | Juan Mauricio Soler |
| 3.ª etapa | 16 de agosto | Burgos-Aranda de Duero                | 158      | Aurelien Passeron   | Juan Mauricio Soler |
| 4.ª etapa | 17 de agosto | Ribera del Duero                      | 15 (CRI) | Alejandro Valverde  | Juan Mauricio Soler |
| 5.ª etapa | 18 de agosto | Oña-Burgos                            | 158      | Vasil Kiryienka     | Juan Mauricio Soler |

## Clasificaciones finales
| \| 1. \| Juan Mauricio Soler \| 14h 31' 37" \| \| 2. \| Alejandro Valverde \| + 2" \| \| 3. \| Carlos Castaño Panadero \| + 30" \| \| 4. \| Daniel Moreno \| + 47" \| \| 5. \| José Ángel Gómez Marchante \| + 47" \| \| 6. \| Moisés Dueñas \| + 1' 23" \| \| 7. \| David Herrero \| + 1' 52" \| \| 8. \| José Miguel Elías \| + 2' 08" \| \| 9. \| Javier Moreno Bazán \| + 2' 15" \| \| 10. \| Rubén Plaza \| + 2' 15" \| |                            |             |
| 1. | Juan Mauricio Soler        | 14h 31' 37" |
| 2. | Alejandro Valverde         | + 2"        |
| 3. | Carlos Castaño Panadero    | + 30"       |
| 4. | Daniel Moreno              | + 47"       |
| 5. | José Ángel Gómez Marchante | + 47"       |
| 6. | Moisés Dueñas              | + 1' 23"    |
| 7. | David Herrero              | + 1' 52"    |
| 8. | José Miguel Elías          | + 2' 08"    |
| 9. | Javier Moreno Bazán        | + 2' 15"    |
| 10. | Rubén Plaza                | + 2' 15"    |

| \| 1. \| Vasil Kiryienka \| 38 p. \| \| 2. \| José Ángel Gómez Marchante \| 37 p. \| \| 3. \| Daniel Moreno \| 34 p. \| |                            |       |
| 1. | Vasil Kiryienka            | 38 p. |
| 2. | José Ángel Gómez Marchante | 37 p. |
| 3. | Daniel Moreno              | 34 p. |

| \| 1. \| Alejandro Valverde \| 53 p. \| \| 2. \| Mijaíl Ignátiev \| 45 p. \| \| 3. \| Juan Mauricio Soler \| 37 p. \| |                     |       |
| 1. | Alejandro Valverde  | 53 p. |
| 2. | Mijaíl Ignátiev     | 45 p. |
| 3. | Juan Mauricio Soler | 37 p. |

| \| 1. \| Rodrigo García Rena \| 13 p. \| \| 2. \| Maurizio Bellin \| 10 p. \| \| 3. \| Tom Stubbe \| 6 p. \| |                     |       |
| 1. | Rodrigo García Rena | 13 p. |
| 2. | Maurizio Bellin     | 10 p. |
| 3. | Tom Stubbe          | 6 p.  |

| \| 1. \| Caisse d'Epargne \| 43h 48' 40" \| \| 2. \| Relax-GAM \| + 57" \| \| 3. \| Saunier Duval \| + 2' 11" \| |                  |             |
| 1. | Caisse d'Epargne | 43h 48' 40" |
| 2. | Relax-GAM        | + 57"       |
| 3. | Saunier Duval    | + 2' 11"    |